# Isoaminile
Isoaminile là thuốc chống ho (thuốc giảm ho) được sử dụng dưới tên thương mại Peracon.
Liều điều trị bình thường là 40–80 mg muối cyclamate, với tối đa năm liều trong khoảng thời gian 24 giờ. Ngoài tác dụng chống hoành hành trung tâm, nó còn là thuốc kháng cholinergic, thể hiện cả tác dụng kháng antarin và thuốc chống động kinh.